# Россиньола
Россиньола — красный итальянский сорт винограда, выращиваемый в винодельческом регионе Венето на северо-востоке Италии. Впервые сорт был упомянут в провинции Верона в начале XIX века, и сегодня он является разрешенным сортом для купажа в нескольких винах Denominazione di origine controllata (DOC) региона Венето, включая Бардолино и Вальполичелла.

## История и связь с другими сортами винограда
Итальянский ботаник Чиро Поллини (1782—1833) отмечал, что россиньола произрастала в Вероне по крайней мере еще в 1818 году. Синонимы Rossetta del Lago и Rossignola di Montagna привели к некоторым предположениям о том, что этот виноград был родственником почти вымершего и более не выращиваемого в коммерческих целях сорта винограда окрестностей озера Гарда Rosetta di Montagna, однако, по словам магистра виноделия Дженсис Робинсон и швейцарского генетика доктора Жозе Вуйямо, эти два сорта различны. Сходство синонимов также приводит к тому, что сорт Россиньола часто путают с сортом винограда Ломбардии Россола Нера, который является потомком Неббиоло.

## Виноградарство
Rossignola nera — позднеспелый сорт, который может быть очень энергичным и урожайным, если его не контролировать зимней обрезкой и зеленой уборкой . Виноградная лоза очень восприимчива к ряду виноградных болезней, включая мучнистую росу и ложную мучнистую росу, эску, кислую гниль и серую гниль.

## Винодельческие регионы
В 2000 году в Италии было зарегистрировано 341 гектар виноградников, занятых под виноград сорта Россиньола, большая часть которого находилась в районе озера Гарда и Вальполичелла в Венето. Значительные посадки данного сорта винограда имеются также в провинции Виченца. Сорт разрешен в качестве второстепенного компонента купажей в ряде регионов DOC, включая Бардолино, Вальполичелла, Бреганце, Гарда Ориентале и многорегиональный DOC Вальдадидже, который простирается до винодельческого региона Трентино-Альто-Адидже/Южный Тироль. Здесь вино чаще всего придает купажам кислотность.
На протяжении многих лет Россиньола была известна под различными синонимами, включая: Гропелло, Пульчелла, Россетта, Россетта дель Лаго, Россиньола Делла Валле, Россиньола Делла Валле Пуличелла, Россиньола ди Монтанья, Россиньола Веронезе, Россиньола, Россола и Руссиола.